# Morti il 16 dicembre

## VIII secolo(2)
- 705 - Imperatrice Wu, imperatrice cinese (n. 624)
- 714 - Pipino di Herstal

## IX secolo(3)
- 866 - Eberardo del Friuli, marchese
- 875 - Adone di Vienne, vescovo, monaco cristiano e storico franco
- 882 - Papa Giovanni VIII, papa, vescovo e cardinale italiano

## X secolo(4)
- 926 - Guglielmo II di Aquitania, duca
- 991 - Nicola II Crisoberge, arcivescovo bizantino
- 999 - Adelaide di Borgogna, imperatrice e santa
- 1000 - Macario di Collesano, abate e santo italiano

## XII secolo(1)
- 1153 - Ranulph de Gernon, militare inglese (n. 1099)

## XIII secolo(4)
- 1228 - Beatrice d'Albon, nobile francese (n. 1161)
- 1229 - Folco Scotti, vescovo cattolico e santo italiano (n. 1164)
- 1263 - Haakon IV di Norvegia, re (n. 1204)
- 1269 - Armanno Pungilupo, italiano

## XIV secolo(4)
- 1308 - Trần Nhân Tông, imperatore vietnamita (n. 1258)
- 1316 - Oljeitu, mongolo (n. 1280)
- 1325 - Carlo di Valois, nobile francese (n. 1270)
- 1379 - John FitzAlan, I barone Arundel, nobile britannico

## XV secolo(6)
- 1429 - Buonaccorso da Montemagno il Giovane, umanista italiano
- 1435 - Eleonora d'Alburquerque, regina (n. 1374)
- 1447 - Agnese da Montefeltro, nobile italiana (n. 1431)
- 1448 - Giano Fregoso, doge (n. 1405)
- 1470 - Giovanni II di Lorena, duca francese (n. 1424)
- 1474 - 'Ali al-Qushji, astronomo, matematico e fisico turco (n. 1403)

## XVI secolo(9)
- 1509 - Ludovico I Pico, nobile e condottiero italiano (n. 1472)
- 1515 - Alfonso de Albuquerque, esploratore e militare portoghese
- 1523 - Bernhard Adelmann von Adelmannsfelden, teologo e umanista tedesco (n. 1459)
- 1523 - Bernardino López de Carvajal, cardinale spagnolo (n. 1456)
- 1551 - Giorgio Martinuzzi, cardinale, arcivescovo cattolico e politico ungherese (n. 1482)
- 1571 - Gasparo Duiffopruggar, liutaio tedesco (n. 1514)
- 1598 - Elbertus Leoninus, giurista e politico olandese
- 1598 - Yi Sun-sin, ammiraglio coreano (n. 1545)
- 1600 - Carlo I del Palatinato-Zweibrücken-Birkenfeld, nobile (n. 1560)

## XVII secolo(13)
- 1601 - Anna Maria di Ortenburg, nobildonna tedesca (n. 1547)
- 1625 - Elisabetta d'Assia-Kassel, principessa tedesca (n. 1596)
- 1625 - Francesco Sacchini, gesuita, storico e umanista italiano (n. 1570)
- 1627 - Sibilla di Jülich-Kleve-Berg, nobile (n. 1557)
- 1634 - George Hay, I conte di Kinnoull, nobile e politico scozzese (n. 1570)
- 1670 - Dorothy Savile, viscontessa Halifax, nobildonna inglese (n. 1640)
- 1672 - Giovanni II Casimiro di Polonia, cardinale polacco (n. 1609)
- 1675 - Armand-Nompar de Caumont, duca de la Force, generale francese (n. 1580)
- 1687 - William Petty, filosofo, medico e economista inglese (n. 1623)
- 1690 - Luisa Elisabetta di Curlandia, principessa (n. 1646)
- 1692 - Antonio Carneo, pittore italiano (n. 1637)
- 1695 - Jean Baptiste Mathey, architetto e pittore francese (n. 1630)
- 1698 - Simone Pignoni, pittore e scultore italiano (n. 1611)

## XVIII secolo(28)
- 1702 - Henry FitzJames, I duca di Albemarle, generale inglese (n. 1673)
- 1708 - Juan Ortega y Montañés, arcivescovo cattolico spagnolo (n. 1627)
- 1717 - Maria degli Angeli Fontanella, religiosa italiana (n. 1661)
- 1735 - Albrecht Konrad Finck von Finckenstein, generale prussiano (n. 1660)
- 1736 - Giovacchino Fortini, scultore e architetto italiano (n. 1670)
- 1737 - Guglielmo Gustavo di Anhalt-Dessau, nobile (n. 1699)
- 1741 - Thomas Bruce, III conte di Elgin, nobile e politico scozzese (n. 1656)
- 1741 - Vincenzo Maria Mazzoleni, arcivescovo cattolico italiano (n. 1667)
- 1744 - Maria Anna d'Asburgo, nobile austriaca (n. 1718)
- 1745 - Pierre-François Guyot Desfontaines, abate, critico letterario e traduttore francese (n. 1685)
- 1751 - Leopoldo II di Anhalt-Dessau, principe tedesco (n. 1700)
- 1758 - Andrzej Stanisław Załuski, vescovo cattolico polacco (n. 1695)
- 1771 - Sigismund III von Schrattenbach, arcivescovo cattolico austriaco (n. 1698)
- 1774 - François Quesnay, economista, medico e naturalista francese (n. 1694)
- 1777 - Antonio Maria Arduini, vescovo cattolico italiano (n. 1691)
- 1777 - Johannes van Stiphout, vescovo vetero-cattolico olandese
- 1778 - Luigi Vittorio di Savoia-Carignano, principe (n. 1721)
- 1779 - Go-Momozono, imperatore giapponese (n. 1758)
- 1780 - Juan Tomás de Boxadors y Sureda de San Martín, cardinale spagnolo (n. 1703)
- 1780 - Gennaro Antonio de Simone, cardinale e vescovo cattolico italiano (n. 1714)
- 1783 - Johann Adolf Hasse, compositore tedesco (n. 1699)
- 1783 - Bernardo Maria Valera, religioso e poeta italiano (n. 1711)
- 1790 - Ludwig August Lebrun, oboista e compositore tedesco
- 1794 - Jean-Baptiste Carrier, politico e rivoluzionario francese (n. 1756)
- 1798 - Gaetano Brunetti, compositore e violinista spagnolo (n. 1744)
- 1798 - John Henry, politico statunitense (n. 1750)
- 1798 - Thomas Pennant, naturalista e antiquario gallese (n. 1726)
- 1800 - Francesco Farina, mercante italiano (n. 1731)

## XIX secolo(64)
- 1801 - Carlo Luigi di Baden, principe (n. 1755)
- 1804 - Christian Felix Weiße, poeta, scrittore e pedagogo tedesco (n. 1726)
- 1805 - Saverio Cassar, presbitero e patriota maltese (n. 1746)
- 1805 - Louis-Hilaire de Conzié, vescovo cattolico francese (n. 1736)
- 1808 - Francisco da Assunção e Brito, arcivescovo cattolico portoghese (n. 1726)
- 1809 - Antoine-François de Fourcroy, chimico e medico francese (n. 1755)
- 1815 - Charles Howard, XI duca di Norfolk, nobile e politico britannico (n. 1746)
- 1816 - Vincenzo Galeotti, coreografo italiano (n. 1733)
- 1816 - Joseph Franz Maximilian von Lobkowicz, nobile e mecenate ceco (n. 1772)
- 1817 - Pattimura, militare e rivoluzionario indonesiano (n. 1783)
- 1818 - Luigi Augusto di Anhalt-Köthen, sovrano (n. 1802)
- 1819 - Romualdo Antonio Mon y Velarde, arcivescovo cattolico spagnolo (n. 1749)
- 1821 - Claire-Élisabeth Gravier de Vergennes, scrittrice e nobile francese (n. 1780)
- 1823 - Ivan Michajlovič Dolgorukov, politico, poeta e drammaturgo russo (n. 1764)
- 1823 - Hans Carl Knudtzon, politico e armatore norvegese (n. 1751)
- 1824 - Lelio Parisi, magistrato e politico italiano (n. 1756)
- 1826 - Maria Crocifissa delle Piaghe di Gesù, religiosa italiana (n. 1782)
- 1828 - Maria Rundell, scrittrice inglese (n. 1745)
- 1829 - Anna Bunina, poetessa russa (n. 1774)
- 1841 - Franz Gesterding, storico tedesco (n. 1781)
- 1842 - Johann Friedrich Rochlitz, scrittore e critico musicale tedesco (n. 1769)
- 1843 - Alessandro Spada, cardinale italiano (n. 1787)
- 1847 - Aleksej Gavrilovič Venecianov, pittore, illustratore e docente russo (n. 1780)
- 1849 - Maria Jacoba Ommeganck, pittrice fiamminga (n. 1760)
- 1852 - Andries Potgieter, politico boero (n. 1792)
- 1853 - Cesare Della Chiesa di Benevello, letterato, saggista e pittore italiano (n. 1788)
- 1853 - Gaetano Polidori, drammaturgo, poeta e traduttore italiano (n. 1763)
- 1855 - Francesco Strani, vescovo cattolico italiano (n. 1780)
- 1858 - Francesco Augusto Bon, drammaturgo italiano (n. 1788)
- 1858 - Richard Bright, medico inglese (n. 1789)
- 1859 - Wilhelm Grimm, filologo, linguista e scrittore tedesco (n. 1786)
- 1860 - Charles J. McDonald, politico e generale statunitense (n. 1793)
- 1861 - Karol Lipiński, violinista e compositore polacco (n. 1790)
- 1861 - Giuseppe Marioni, funzionario e politico italiano (n. 1787)
- 1861 - Heinrich Marschner, compositore tedesco (n. 1795)
- 1862 - Pietro Naselli, arcivescovo cattolico italiano (n. 1782)
- 1862 - Rudolf Ewald Stier, teologo tedesco (n. 1800)
- 1865 - Jacques Alexandre Bixio, pubblicista e politico italiano (n. 1808)
- 1868 - Alessandro Dal Bosco, missionario italiano (n. 1830)
- 1869 - Francesco Mazzei, architetto italiano (n. 1806)
- 1871 - Willibald Alexis, scrittore tedesco (n. 1798)
- 1873 - Nino Bixio, militare e politico italiano (n. 1821)
- 1878 - Geneviève Élisabeth Disdéri, fotografa francese (n. 1817)
- 1878 - Karl Ferdinand Gutzkow, scrittore, drammaturgo e giornalista tedesco (n. 1811)
- 1879 - Pieter Philip van Bosse, politico olandese (n. 1809)
- 1879 - Jacob Brafman, pubblicista, docente e scrittore russo (n. 1824)
- 1879 - Achille Monti, poeta e letterato italiano (n. 1825)
- 1881 - Pasquale Berghini, patriota e politico italiano (n. 1798)
- 1883 - Gustav Löwe, filologo classico e bibliotecario tedesco (n. 1852)
- 1883 - Thomas Story Kirkbride, medico statunitense (n. 1809)
- 1884 - William Cholmondeley, III marchese di Cholmondeley, politico e nobile inglese (n. 1800)
- 1887 - Carlo Ercole Bosoni, compositore e direttore d'orchestra italiano (n. 1826)
- 1888 - Wilhelm Roser, chirurgo e oculista tedesco (n. 1817)
- 1890 - Luigi Castellazzo, patriota, politico e scrittore italiano (n. 1827)
- 1890 - Francesco Mazzuoli, vescovo cattolico italiano (n. 1811)
- 1890 - Alfred Terry, generale statunitense (n. 1827)
- 1893 - George Herman Babcock, inventore e imprenditore statunitense (n. 1832)
- 1895 - Antonio Gallenga, giornalista, scrittore e patriota italiano (n. 1810)
- 1896 - Jean-Pierre Boyer, cardinale e arcivescovo cattolico francese (n. 1829)
- 1897 - Alphonse Daudet, scrittore e drammaturgo francese (n. 1840)
- 1897 - Francesco Tornabene Roccaforte, religioso e botanico italiano (n. 1813)
- 1898 - Elisabeth Keyser, pittrice e illustratrice svedese (n. 1851)
- 1898 - Pavel Michajlovič Tret'jakov, collezionista d'arte, imprenditore e gallerista russo (n. 1832)
- 1900 - Karl Julius Schröer, linguista e critico letterario tedesco (n. 1825)

## XX secolo(238)
- 1902 - Karl Wilhelm von Kupffer, anatomista tedesco (n. 1829)
- 1903 - Clemente Marchisio, presbitero italiano (n. 1833)
- 1904 - James Barnet, architetto scozzese (n. 1827)
- 1904 - Antoni Wilhelm Radziwiłł, generale polacco (n. 1833)
- 1904 - Georg Sauerwein, editore, poeta e linguista tedesco (n. 1831)
- 1908 - Cavallo Americano, nativo americano (n. 1840)
- 1909 - Marco Aurelio Crotta, architetto italiano (n. 1861)
- 1909 - Ludwig Friedländer, filologo classico tedesco (n. 1824)
- 1909 - Enrico Giglioli, zoologo e antropologo italiano (n. 1845)
- 1909 - Lina Morgenstern, educatrice, scrittrice e pacifista tedesca (n. 1830)
- 1909 - Adelaide di Löwenstein-Wertheim-Rosenberg, principessa tedesca (n. 1831)
- 1911 - George Robert Milne Murray, botanico scozzese (n. 1858)
- 1912 - Federico Bonola, patriota e esploratore italiano (n. 1839)
- 1912 - Alfredo Edel, pittore, costumista e illustratore italiano (n. 1856)
- 1913 - Mariano Rampolla del Tindaro, cardinale e arcivescovo cattolico italiano (n. 1843)
- 1914 - Ivan Zajc, compositore e direttore d'orchestra croato (n. 1832)
- 1915 - Gilbert Sackville-West, VIII conte De La Warr, politico e ufficiale britannico (n. 1869)
- 1916 - Friedrich Ernst Dorn, fisico tedesco (n. 1848)
- 1916 - Hugo Münsterberg, psicologo tedesco (n. 1863)
- 1916 - Onorato da Biała, presbitero polacco (n. 1829)
- 1916 - Edward Pierson Ramsay, ornitologo e naturalista australiano (n. 1842)
- 1916 - Pietro Signorini, dirigente d'azienda italiano (n. 1871)
- 1917 - Naaman Belkind, agente segreto ottomano (n. 1889)
- 1917 - Jean-François Borson, generale e politico francese (n. 1825)
- 1917 - Frank Gotch, wrestler statunitense (n. 1878)
- 1917 - Yosef Lishansky, agente segreto ottomano (n. 1886)
- 1919 - Luigi Illica, commediografo e librettista italiano (n. 1857)
- 1921 - Camille Saint-Saëns, compositore, pianista e organista francese (n. 1835)
- 1922 - James Ole Davidson, politico norvegese (n. 1854)
- 1922 - Eugenio Ficalbi, zoologo e entomologo italiano (n. 1858)
- 1922 - Gabriel Narutowicz, ingegnere e politico polacco (n. 1865)
- 1923 - Ernesto Presbitero, militare e politico italiano (n. 1855)
- 1925 - Maurice Lecoq, tiratore a segno francese (n. 1854)
- 1926 - William Larned, tennista statunitense (n. 1872)
- 1927 - Albert Gauthier de Clagny, politico e avvocato francese (n. 1853)
- 1928 - Elinor Wylie, poetessa e scrittrice statunitense (n. 1885)
- 1929 - George Blackall Simonds, scultore, docente e imprenditore inglese (n. 1843)
- 1929 - Stanton Heck, attore statunitense (n. 1877)
- 1930 - Adolf Baumgartner, filologo classico e storico tedesco (n. 1855)
- 1930 - Salomon Eberhard Henschen, neurologo svedese (n. 1847)
- 1930 - Carl August Heinrich Ferdinand Oesterley, pittore tedesco (n. 1839)
- 1930 - Raffaello Reghini, generale italiano (n. 1868)
- 1931 - Ernst Bahnmeyer, nuotatore tedesco (n. 1888)
- 1932 - Emmanuel Rougier, missionario e imprenditore francese (n. 1864)
- 1933 - Robert William Chambers, scrittore e pittore statunitense (n. 1865)
- 1933 - Adalgisa Gabbi, soprano italiano (n. 1857)
- 1934 - Arthur Preuss, giornalista, scrittore e editore statunitense (n. 1871)
- 1934 - Gustav de Vries, matematico olandese (n. 1866)
- 1935 - Michele Lega, cardinale e vescovo cattolico italiano (n. 1860)
- 1935 - Gaetano Pini-Corsi, tenore italiano (n. 1865)
- 1935 - Thelma Todd, attrice statunitense (n. 1906)
- 1936 - Frank Eugene, fotografo e incisore tedesco (n. 1865)
- 1936 - Giuseppe Palica, arcivescovo cattolico italiano (n. 1869)
- 1937 - Pranciškus Budrys, presbitero lituano (n. 1882)
- 1937 - Theodore Cole, criminale statunitense (n. 1893)
- 1937 - Giuseppe Doria, calciatore italiano (n. 1895)
- 1937 - George Nuttall, biologo britannico (n. 1862)
- 1937 - Glyn Philpot, pittore britannico (n. 1884)
- 1938 - Howard Higgin, sceneggiatore e regista cinematografico statunitense (n. 1891)
- 1940 - Mario Aramu, militare e aviatore italiano (n. 1900)
- 1940 - Juan Carreño, calciatore messicano (n. 1909)
- 1940 - Jacques Dodelier, militare e aviatore francese (n. 1903)
- 1940 - Eugène Dubois, antropologo olandese (n. 1858)
- 1940 - Victor Hugo Girolami, militare e aviatore italiano (n. 1910)
- 1940 - Guglielmo Grandjacquet, aviatore e ufficiale italiano (n. 1897)
- 1940 - Billy Hamilton, giocatore di baseball statunitense (n. 1866)
- 1940 - Maggio Ronchey, militare italiano (n. 1905)
- 1941 - Alain Gerbault, navigatore e tennista francese (n. 1893)
- 1941 - Giuseppe Visconti di Modrone, I duca di Grazzano Visconti, nobile, imprenditore e dirigente sportivo italiano (n. 1879)
- 1942 - Richard Breitenfeld, baritono tedesco (n. 1869)
- 1942 - Luigi Laviano, militare italiano (n. 1911)
- 1942 - Selma Meerbaum-Eisinger, poetessa tedesca (n. 1924)
- 1942 - Alberto Rossi, militare italiano (n. 1915)
- 1942 - Felice Stroppiana, militare italiano (n. 1915)
- 1943 - Paul Carbone, criminale francese (n. 1894)
- 1943 - Marshall Stedman, attore, regista e commediografo statunitense (n. 1875)
- 1944 - Stuart Paton, regista, sceneggiatore e attore scozzese (n. 1883)
- 1944 - Antonio Irineo Villarreal, politico e generale messicano (n. 1877)
- 1944 - Robert du Bois de Vroylande, scrittore e nobile belga (n. 1907)
- 1944 - Betsie ten Boom, partigiana olandese (n. 1885)
- 1945 - Giovanni Agnelli, imprenditore, politico e militare italiano (n. 1866)
- 1945 - Giuseppe Coverlizza, calciatore italiano (n. 1914)
- 1945 - Fumimaro Konoe, politico giapponese (n. 1891)
- 1945 - Martha Stettler, pittrice svizzera (n. 1870)
- 1946 - Nello Carotenuto, attore italiano (n. 1880)
- 1946 - Sigmund Schenkling, entomologo tedesco (n. 1865)
- 1946 - Humphrey Ward, calciatore inglese (n. 1899)
- 1947 - Harry Johnson, pugile britannico (n. 1887)
- 1947 - Gino Rossi, pittore italiano (n. 1884)
- 1949 - Sidney Olcott, produttore cinematografico, regista e attore canadese (n. 1872)
- 1950 - Fernando Gelich, generale italiano (n. 1889)
- 1950 - Ettore Giuria, militare e politico italiano (n. 1865)
- 1951 - Thomas Rayner Dawson, compositore di scacchi britannico (n. 1889)
- 1951 - Dorothy Dix, giornalista statunitense (n. 1861)
- 1951 - George Scarborough, scrittore e commediografo statunitense (n. 1875)
- 1953 - Walter Wild, calciatore e dirigente sportivo inglese (n. 1872)
- 1954 - Lee Morse, attrice e cantante statunitense (n. 1897)
- 1956 - René Couzinet, ingegnere francese (n. 1904)
- 1956 - Frederick George Donnan, chimico irlandese (n. 1870)
- 1956 - Nina Hamnett, pittrice britannica (n. 1890)
- 1957 - José Nehin, calciatore argentino (n. 1905)
- 1958 - Rudolf Moralt, direttore d'orchestra tedesco (n. 1902)
- 1959 - François Gény, giurista francese (n. 1861)
- 1959 - Sergej Dmitrievič Vasil'ev, regista e sceneggiatore sovietico (n. 1900)
- 1960 - Thomas McLeod, marinaio e esploratore scozzese (n. 1869)
- 1961 - Giuseppe Nessi, tenore italiano (n. 1887)
- 1962 - Charles Arden-Clarke, politico britannico (n. 1898)
- 1962 - Nazzareno De Angelis, basso italiano (n. 1881)
- 1962 - Lily Elsie, attrice teatrale e cantante britannica (n. 1886)
- 1962 - Lew Landers, regista e attore statunitense (n. 1901)
- 1962 - Giovanni Parodi, politico, sindacalista e operaio italiano (n. 1889)
- 1962 - Franco Pierandrei, giurista italiano (n. 1914)
- 1963 - Riccardo Cornolti, calciatore e organaro italiano (n. 1905)
- 1963 - Luo Ronghuan, generale e politico cinese (n. 1902)
- 1963 - Anna Luther, attrice statunitense (n. 1897)
- 1963 - Virgilio Vasconi, allenatore di calcio italiano (n. 1887)
- 1964 - Phil Davis, fumettista statunitense (n. 1906)
- 1964 - Keith Clifford Hall, ottico britannico (n. 1910)
- 1964 - Pinin Pacòt, scrittore italiano (n. 1899)
- 1965 - François Hugues, calciatore francese (n. 1896)
- 1965 - William Somerset Maugham, scrittore e commediografo britannico (n. 1874)
- 1965 - Tito Schipa, tenore e attore italiano (n. 1888)
- 1965 - Salote Tupou III, regina tongano (n. 1900)
- 1966 - Alberto Gaviorno, calciatore italiano (n. 1901)
- 1966 - Juan Natalicio González Paredes, politico paraguaiano (n. 1897)
- 1966 - Silvio Vardabasso, geologo italiano (n. 1891)
- 1967 - Eugène Pollet, ginnasta francese (n. 1886)
- 1967 - Antonio Riberi, cardinale e arcivescovo cattolico italiano (n. 1897)
- 1967 - Enrico Sailis, politico e giurista italiano (n. 1899)
- 1968 - Giotto Dainelli, geografo e geologo italiano (n. 1878)
- 1968 - Futabayama Sadaji, lottatore di sumo giapponese (n. 1912)
- 1968 - Ernest Mengel, calciatore lussemburghese (n. 1913)
- 1968 - Chana Orloff, scultrice russa (n. 1888)
- 1968 - Biagio Augusto Zaffiri, militare italiano (n. 1897)
- 1969 - Gabriele Vanorio, cantante italiano (n. 1922)
- 1969 - Romolo Vaselli, imprenditore italiano (n. 1882)
- 1970 - Victor André Laurent Eynac, politico francese (n. 1886)
- 1970 - Oscar Lewis, antropologo statunitense (n. 1914)
- 1970 - Friedrich Pollock, sociologo e filosofo tedesco (n. 1894)
- 1970 - Cyril Wilkinson, hockeista su prato britannico (n. 1884)
- 1972 - Santo Calì, poeta, scrittore e enigmista italiano (n. 1918)
- 1972 - Ferdinand Čatloš, generale e politico slovacco (n. 1895)
- 1972 - Aimone Landi, ciclista su strada italiano (n. 1913)
- 1972 - Peder Marcussen, ginnasta danese (n. 1894)
- 1973 - Franz Xaver Fuhr, pittore tedesco (n. 1898)
- 1973 - Pavão, calciatore portoghese (n. 1947)
- 1974 - Ivan Alekseevič Susloparov, generale sovietico (n. 1897)
- 1974 - Kostas Varnalis, poeta e scrittore greco (n. 1884)
- 1975 - Italo Breviglieri, calciatore italiano (n. 1904)
- 1975 - Augusto Di Giovanni, attore italiano (n. 1900)
- 1975 - Kang Sheng, politico cinese (n. 1898)
- 1975 - Silvestro Pisa, calciatore e allenatore di calcio argentino (n. 1916)
- 1976 - Amedeo Bocchi, pittore e scultore italiano (n. 1883)
- 1977 - Pietro Caporilli, storico, scrittore e giornalista italiano (n. 1901)
- 1977 - Yngve Larsson, politico svedese (n. 1881)
- 1977 - Jack Neale, calciatore inglese (n. 1917)
- 1977 - Thomas Schippers, direttore d'orchestra statunitense (n. 1930)
- 1977 - Roop Singh, hockeista su prato indiano (n. 1910)
- 1977 - Pierre Van De Velde, ciclista su strada e pistard belga (n. 1889)
- 1978 - Enzo Bandelloni, ingegnere italiano (n. 1929)
- 1978 - Lelio Basso, avvocato, giornalista e antifascista italiano (n. 1903)
- 1978 - Blanche Calloway, cantante statunitense (n. 1902)
- 1978 - Bruno Coceani, prefetto e storico italiano (n. 1893)
- 1978 - Heinrich Matthes, militare tedesco (n. 1902)
- 1979 - Ladislav Hlad, vescovo cattolico cecoslovacco (n. 1908)
- 1979 - Sergio Marchi, calciatore italiano (n. 1920)
- 1979 - Vagif Mustafazadeh, compositore e pianista azero (n. 1940)
- 1980 - Peter Collinson, regista e produttore televisivo britannico (n. 1936)
- 1980 - Jan Fethke, sceneggiatore, regista e scrittore polacco (n. 1903)
- 1980 - Angelo Bertino Poli, scrittore italiano (n. 1905)
- 1980 - Harland Sanders, imprenditore statunitense (n. 1890)
- 1980 - Hellmuth Walter, ingegnere e inventore tedesco (n. 1900)
- 1981 - Rafael Carrasco Garrorena, astronomo spagnolo (n. 1901)
- 1981 - Joseph Murphy, religioso irlandese (n. 1898)
- 1982 - Colin Chapman, ingegnere, pilota automobilistico e imprenditore britannico (n. 1928)
- 1982 - Heinrich Christian Siekmeier, politico tedesco (n. 1901)
- 1983 - Grigorij Vasil'evič Aleksandrov, regista e sceneggiatore sovietico (n. 1903)
- 1983 - Luisa Levi, medico italiano (n. 1898)
- 1983 - Enrico Manfredini, arcivescovo cattolico italiano (n. 1922)
- 1984 - Matti Aarnio, militare finlandese (n. 1901)
- 1985 - Enrico Ardù, partigiano e giornalista italiano (n. 1914)
- 1985 - Adriano Barbano, regista italiano (n. 1926)
- 1985 - Thomas Bilotti, mafioso statunitense (n. 1940)
- 1985 - Paul Castellano, mafioso statunitense (n. 1915)
- 1985 - Pavel Mahrer, calciatore cecoslovacco (n. 1900)
- 1986 - Oleg Gončarenko, pattinatore di velocità su ghiaccio sovietico (n. 1931)
- 1986 - Amleto Miniati, calciatore italiano (n. 1908)
- 1986 - Pasquale Quaremba, vescovo cattolico italiano (n. 1905)
- 1986 - Carlo Venturi, fisarmonicista italiano (n. 1943)
- 1987 - Bruno Beatrice, calciatore italiano (n. 1948)
- 1987 - Gilio Bisagno, nuotatore italiano (n. 1903)
- 1988 - Sylvester, cantautore statunitense (n. 1947)
- 1988 - Pietro Maestroni, calciatore italiano (n. 1911)
- 1988 - Anton Sigurðsson, calciatore islandese (n. 1919)
- 1989 - Óscar Gálvez, pilota automobilistico argentino (n. 1913)
- 1989 - Silvana Mangano, attrice italiana (n. 1930)
- 1989 - Gianni Poggi, tenore italiano (n. 1921)
- 1989 - Aileen Pringle, attrice statunitense (n. 1895)
- 1989 - René Tavernier, poeta e filosofo francese (n. 1915)
- 1989 - Lee Van Cleef, attore statunitense (n. 1925)
- 1990 - Jackie Mittoo, cantautore e produttore discografico giamaicano (n. 1948)
- 1991 - Davide Cugini, avvocato, storico dell'arte e enigmista italiano (n. 1896)
- 1991 - Ferdinando Orlandi, attore italiano (n. 1925)
- 1991 - Fred Scott, attore statunitense (n. 1902)
- 1991 - Pier Vittorio Tondelli, scrittore, curatore editoriale e saggista italiano (n. 1955)
- 1993 - Silvano Costi, politico italiano (n. 1927)
- 1993 - Fedele Gentile, attore italiano (n. 1908)
- 1993 - Moses Gunn, attore statunitense (n. 1929)
- 1993 - Ernst Hammerschmidt, vescovo vetero-cattolico, teologo e orientalista austriaco (n. 1928)
- 1993 - Charles Moore, architetto statunitense (n. 1925)
- 1993 - Kakuei Tanaka, politico giapponese (n. 1918)
- 1993 - Alberto Zevi, imprenditore, editore e traduttore italiano (n. 1920)
- 1994 - David Dunlap, canottiere statunitense (n. 1910)
- 1994 - Sandrino Piva, musicista italiano (n. 1939)
- 1995 - Dario Bernazza, saggista e paroliere italiano (n. 1920)
- 1995 - Giulio Cappelli, allenatore di calcio e calciatore italiano (n. 1911)
- 1995 - Bert Marcelo, attore e conduttore televisivo filippino (n. 1936)
- 1995 - Johnny Moss, giocatore di poker statunitense (n. 1907)
- 1995 - Mariele Ventre, direttrice di coro italiana (n. 1939)
- 1996 - Quentin Bell, storico dell'arte e scrittore britannico (n. 1910)
- 1996 - Sven Bergqvist, calciatore e hockeista su ghiaccio svedese (n. 1914)
- 1996 - Charlie Epperson, cestista statunitense (n. 1919)
- 1996 - Carlo Reguzzoni, allenatore di calcio e calciatore italiano (n. 1908)
- 1996 - Vera Rjabuškina, cestista sovietica (n. 1917)
- 1996 - Michèle Rubli, sciatrice alpina svizzera (n. 1951)
- 1996 - Jean Zuccarelli, politico francese (n. 1907)
- 1996 - Laurens van der Post, scrittore e esploratore sudafricano (n. 1906)
- 1997 - Ralph Fasanella, pittore statunitense (n. 1914)
- 1997 - Nicolette Larson, cantante statunitense (n. 1952)
- 1997 - Zoya Leporska, ballerina, coreografa e attrice russa (n. 1920)
- 1997 - Richard Warwick, attore britannico (n. 1945)
- 1998 - William Gaddis, scrittore statunitense (n. 1922)
- 1998 - Harry Haddock, calciatore scozzese (n. 1925)
- 1998 - Marcelo Visentín, pallanuotista argentino (n. 1914)
- 2000 - Davide Arcangeli, designer italiano (n. 1970)
- 2000 - Blue Demon, wrestler e attore messicano (n. 1922)
- 2000 - Saad Dahlab, politico e rivoluzionario algerino (n. 1918)
- 2000 - Theodor Saevecke, ufficiale tedesco (n. 1911)

## XXI secolo(135)
- 2001 - Stuart Adamson, cantautore e chitarrista britannico (n. 1958)
- 2001 - Roy Brocksmith, attore statunitense (n. 1945)
- 2001 - Vilmoş Gheorghe, biatleta rumeno (n. 1941)
- 2001 - Stefan Heym, scrittore tedesco (n. 1913)
- 2001 - Paolo Perini, calciatore italiano (n. 1913)
- 2001 - Teresa Rampazzi, compositrice e pianista italiana (n. 1914)
- 2001 - Aleksandr Miseevič Volodin, sceneggiatore e regista sovietico (n. 1919)
- 2002 - Luciano Caruso, poeta, artista e giornalista italiano (n. 1944)
- 2002 - Ricciotti Lazzero, giornalista, storiografo e partigiano italiano (n. 1921)
- 2002 - Licínio Rangel, vescovo cattolico brasiliano (n. 1936)
- 2003 - Alfred Lynch, attore britannico (n. 1931)
- 2003 - Judd Marmor, psichiatra statunitense (n. 1910)
- 2003 - Carlo Pace, economista e politico italiano (n. 1931)
- 2003 - Madlyn Rhue, attrice statunitense (n. 1935)
- 2003 - Dante Sotgiu, politico italiano (n. 1917)
- 2003 - Gary Stewart, cantante statunitense (n. 1944)
- 2004 - Stefano Madia, attore, giornalista e politico italiano (n. 1954)
- 2004 - Agnes Martin, pittrice statunitense (n. 1912)
- 2004 - Mahmoud Messaadi, scrittore e politico tunisino (n. 1911)
- 2004 - Freddie Perren, compositore, paroliere e produttore discografico statunitense (n. 1943)
- 2004 - Andrea Tagliaferri, calciatore italiano (n. 1978)
- 2005 - Franz Borghese, pittore e scultore italiano (n. 1941)
- 2005 - Eleazar Meletinskij, filologo e storico della letteratura russo (n. 1918)
- 2005 - Santi Rapisarda, politico italiano (n. 1945)
- 2005 - Helmut H. Schaefer, matematico tedesco (n. 1925)
- 2005 - John Spencer, attore statunitense (n. 1946)
- 2006 - Giorgio Colussi, lessicografo italiano (n. 1933)
- 2006 - Don Jardine, wrestler canadese (n. 1940)
- 2006 - Pnina Salzman, pianista e docente israeliana (n. 1922)
- 2007 - Dan Fogelberg, cantautore, musicista e compositore statunitense (n. 1951)
- 2007 - Jim Holstein, cestista e allenatore di pallacanestro statunitense (n. 1930)
- 2007 - George Pruitt, cestista e allenatore di pallacanestro statunitense (n. 1936)
- 2008 - Claudio Apollonio, hockeista su ghiaccio e alpinista italiano (n. 1921)
- 2008 - Joseph Baumgarten, archeologo austriaco (n. 1928)
- 2008 - Sam Bottoms, attore e produttore cinematografico statunitense (n. 1955)
- 2008 - John Costelloe, attore statunitense (n. 1961)
- 2008 - Gaetano Lo Presti, mafioso italiano (n. 1956)
- 2008 - Fortunato Manca, pugile italiano (n. 1934)
- 2008 - Manol Manolov, allenatore di calcio e calciatore bulgaro (n. 1925)
- 2008 - Norberto Raffo, allenatore di calcio e calciatore argentino (n. 1939)
- 2009 - Roy E. Disney, dirigente d'azienda statunitense (n. 1930)
- 2009 - Egor Timurovič Gajdar, economista, politico e scrittore russo (n. 1956)
- 2009 - Ennio Lenuzza, calciatore italiano (n. 1934)
- 2009 - Igor Man, giornalista italiano (n. 1922)
- 2009 - Bent Parodi, giornalista e scrittore italiano (n. 1943)
- 2010 - Kazimir Hnatow, calciatore francese (n. 1929)
- 2010 - Ramadan Abdel Mansour, serial killer egiziano (n. 1980)
- 2010 - Renzo Villa, editore, conduttore televisivo e autore televisivo italiano (n. 1941)
- 2010 - Mengistu Worku, allenatore di calcio e calciatore etiope (n. 1940)
- 2011 - Ulf Aas, illustratore norvegese (n. 1919)
- 2011 - Antonio Corriga, pittore italiano (n. 1923)
- 2011 - Robert Easton, attore statunitense (n. 1930)
- 2011 - Dan Frazer, attore statunitense (n. 1921)
- 2011 - Wicky Hassan, stilista e imprenditore libico (n. 1955)
- 2011 - Elton McGriff, cestista statunitense (n. 1942)
- 2011 - Mike Spack, cestista canadese (n. 1922)
- 2011 - Nicol Williamson, attore britannico (n. 1936)
- 2012 - Febo Conti, conduttore radiofonico e conduttore televisivo italiano (n. 1926)
- 2012 - Pina Lamara, cantante italiana (n. 1925)
- 2012 - Tiziano Manfrin, calciatore italiano (n. 1954)
- 2012 - Adam Ndlovu, calciatore zimbabwese (n. 1970)
- 2012 - Nikolaj Paršin, calciatore sovietico (n. 1929)
- 2012 - Josh Weston, attore pornografico statunitense (n. 1973)
- 2013 - Edoardo Fadini, critico teatrale italiano (n. 1928)
- 2013 - Ray Price, cantautore statunitense (n. 1926)
- 2013 - Michiaki Takahashi, virologo giapponese (n. 1928)
- 2014 - Totonno Chiappetta, attore e cabarettista italiano (n. 1955)
- 2014 - Reidar Dørum, calciatore norvegese (n. 1925)
- 2014 - Maurice Duverger, giurista, politologo e politico francese (n. 1917)
- 2014 - Jack Lornie, calciatore scozzese (n. 1939)
- 2014 - Pete Silas, cestista statunitense (n. 1932)
- 2014 - Ernie Terrell, pugile statunitense (n. 1939)
- 2015 - Svein Bakke, calciatore e dirigente sportivo norvegese (n. 1953)
- 2015 - Peter Dickinson, scrittore e poeta britannico (n. 1927)
- 2015 - Gabre Gabric, discobola italiana (n. 1914)
- 2015 - Robert McKenna, vescovo statunitense (n. 1927)
- 2015 - Lena Ressler, attrice e modella finlandese (n. 1940)
- 2015 - René Saorgin, organista francese (n. 1928)
- 2015 - Joseph Tellechéa, calciatore francese (n. 1926)
- 2016 - Anna Braghieri, politica italiana (n. 1932)
- 2016 - Joan Carroll, attrice statunitense (n. 1932)
- 2016 - Eric Defoort, politico e storico belga (n. 1943)
- 2016 - Lina Gabrielli, giornalista, scrittrice e esperantista italiana (n. 1930)
- 2016 - Jigme Palbar Bista, politico nepalese (n. 1930)
- 2016 - Faïna Mel'nyk, discobola e pesista sovietica (n. 1945)
- 2016 - Silvio Miana, politico e sindacalista italiano (n. 1926)
- 2016 - Paolo Prodi, storico e politico italiano (n. 1932)
- 2016 - Andrea Tonacci, regista italiano (n. 1944)
- 2017 - Carlos Gómez Casillas, calciatore messicano (n. 1952)
- 2017 - Eril Homburg, cestista australiana (n. 1936)
- 2017 - Keely Smith, attrice e cantante statunitense (n. 1928)
- 2017 - Z'EV, poeta, percussionista e artista statunitense (n. 1951)
- 2018 - Norberto Galli, presbitero e pedagogista italiano (n. 1926)
- 2018 - Eraldo Isidori, politico italiano (n. 1940)
- 2018 - Geeta Iyengar, insegnante indiana (n. 1944)
- 2018 - Eduardo MacGregor, attore spagnolo (n. 1930)
- 2018 - Barto Pedro Orent-Niedzielski, giornalista, conduttore radiofonico e musicista polacco (n. 1983)
- 2018 - Mircea Petescu, allenatore di calcio e calciatore rumeno (n. 1943)
- 2018 - Felice Pulici, calciatore, allenatore di calcio e dirigente sportivo italiano (n. 1945)
- 2018 - Giuseppe Sermonti, biologo e saggista italiano (n. 1925)
- 2019 - Mama Cax, modella haitiana (n. 1989)
- 2019 - Álvaro López-García, astronomo spagnolo (n. 1941)
- 2019 - Claudio Olivieri, pittore e scultore italiano (n. 1934)
- 2019 - Luigi Rossi Bernardi, biochimico e politico italiano (n. 1932)
- 2020 - Waldemaro Bartolozzi, ciclista su strada e dirigente sportivo italiano (n. 1927)
- 2020 - Flavio Cotti, politico, avvocato e notaio svizzero (n. 1939)
- 2020 - Marcus D'Amico, attore britannico (n. 1965)
- 2020 - Otto Leodolter, saltatore con gli sci austriaco (n. 1936)
- 2020 - Jeremy Newson, attore britannico (n. 1947)
- 2020 - Kálmán Sóvári, calciatore ungherese (n. 1940)
- 2020 - Lorenzo Taliaferro, giocatore di football americano statunitense (n. 1991)
- 2020 - Renê Weber, allenatore di calcio e calciatore brasiliano (n. 1961)
- 2021 - Yves Dreyfus, schermidore francese (n. 1931)
- 2021 - George Gekas, politico statunitense (n. 1930)
- 2022 - Huzihiro Araki, fisico e matematico giapponese (n. 1932)
- 2022 - Daniela Giordano, attrice e modella italiana (n. 1946)
- 2022 - Siniša Mihajlović, calciatore e allenatore di calcio serbo (n. 1969)
- 2022 - Jose Maria Sison, scrittore e politico filippino (n. 1939)
- 2023 - Nawaf Al-Ahmad Al-Jaber Al Sabah, emiro kuwaitiano (n. 1937)
- 2023 - Colin John Burgess, batterista australiano (n. 1946)
- 2023 - Rolando Garbey, pugile cubano (n. 1947)
- 2023 - Sebastiano Lo Monaco, attore, produttore teatrale e drammaturgo italiano (n. 1958)
- 2023 - Carlos Lyra, cantante, compositore e chitarrista brasiliano (n. 1933)
- 2023 - Manny Martínez, batterista statunitense (n. 1954)
- 2023 - Toni Negri, filosofo, politologo e attivista italiano (n. 1933)
- 2023 - Tim Norell, tastierista, compositore e produttore discografico svedese (n. 1955)
- 2023 - Lorenzo Riva, stilista italiano (n. 1938)
- 2023 - Kenpachiro Satsuma, stuntman e attore giapponese (n. 1947)
- 2024 - Anita Bryant, cantante e attivista statunitense (n. 1940)
- 2024 - Arlene Croce, critica teatrale e saggista statunitense (n. 1934)
- 2024 - Étienne Nguyễn Như Thể, arcivescovo cattolico vietnamita (n. 1935)
- 2024 - Giuditta Saltarini, attrice, personaggio televisivo e showgirl italiana (n. 1941)
- 2024 - Mildred Sanders, cestista statunitense (n. 1929)
- 2024 - Dick Van Arsdale, cestista, allenatore di pallacanestro e dirigente sportivo statunitense (n. 1943)
- 2024 - Yoshio Taniguchi, architetto giapponese (n. 1937)